# La Luz (Málaga)
La Luz es un barrio perteneciente al distrito Carretera de Cádiz de la ciudad andaluza de Málaga, España. Según la delimitación oficial del ayuntamiento, limita al norte con los barrio de Nuevo San Andrés 2 y Barceló; al este, con los barrios de Vistafranca y Ardira; al sur, con los barrios de La Paz y Los Girasoles; y al oeste, con el barrio de Guadaljaire. Es uno de los barrios con más densidad de población de Málaga. Concretamente, y junto con los barrios El Pilar (Madrid) y El Raval (Barcelona), es una de las zonas de Europa con más habitantes por metro cuadrado. Generalmente es un barrio de organización irregular, de planta no hipodámica y de carreteras que se entrecruzan.
Dentro de sus límites se encuentra una de las dos bocas de entrada situadas a ambos lados de la Avenida de Velázquez de la estación de metro La Luz-La Paz, estando la otra en el barrio de La Paz.
El barrio acoge a una población de alrededor de 25 000 habitantes, y además cuenta con un centro público de enseñanza primaria.

## Historia
El barrio se edificó, en su mayor parte, a finales de los años sesenta, entre 1964 y 1967. Un gran número de edificios tienen una estructura y apariencia similar, como ocurre a lo largo de todo el distrito Carretera de Cádiz, con unas fachadas de ladrillo visto, muy características en toda la zona oeste de la ciudad. Aunque en su origen fue un barrio obrero, en las últimas décadas su población y su estética ha cambiado mucho, debido en parte a diversas actuaciones municipales, a través de los Planes E, el envejecimiento de su población y por consecuente al aumento de población inmigrante extranjera.

## Transporte
En autobús queda conectado mediante las siguientes líneas de la EMT: 
| Línea | Trayecto                                        | Recorrido | Frecuencia                                     |
| ----- | ----------------------------------------------- | --------- | ---------------------------------------------- |
| 1     | Parque del Sur - Avda. Europa (San Andrés)      | Recorrido | 8-9 minutos                                    |
| 3     | Paseo del Parque - Puerta Blanca                | Recorrido | 8 minutos                                      |
| 10    | Alameda Principal - Churriana                   | Recorrido | 25-30 minutos                                  |
| 19    | Paseo del Parque - Aeropuerto                   | Recorrido | 30-35 minutos                                  |
| 22    | Avda. Molière - Universidad                     | Recorrido | 10 minutos (16-18 minutos en época no lectiva) |
| 27    | Avenida M. A. Heredia - Polígono I. Guadalhorce | Recorrido | 70-80 minutos                                  |
| 31    | Alameda Principal - Mainake                     | Recorrido | 18-25 minutos                                  |
| N1    | Puerta Blanca - El Palo                         | Recorrido | 25 minutos                                     |

Además está a apenas 10 minutos a pie de la estación de Cercanías Victoria Kent, ubicada en el barrio de San Andrés, y a través de la cual puede accederse al centro o bien desplazarse por la costa hasta Fuengirola.
Tiene conexión directa con el Metro de Málaga. Desde el Centro Guadalmedina buena opción para desplazarse desde el Centro y viceversa. Con su estación La Luz -La Paz de la L2 conectado barrios cercanos también como La paz y Virgen de Belén por el otro extremo.